# Дора Анталь
Дора Анталь (угор. Dóra Antal, 1 січня 1993) — угорська ватерполістка.
Учасниця Олімпійських Ігор 2012 року.
Призерка Чемпіонату світу з водних видів спорту 2013 року.